# 一ノ越
一ノ越（いちのこし）は、富山県中新川郡立山町にある峠である。立山連峰上にあり、標高は2705m。立山登山の拠点として重要である。

## 特徴
立山連峰の尾根上にある峠であり、室堂駅から2kmの位置にある。この峠から雄山登山道を含めた複数の道が分岐している。
北東には雄山山頂に繋がる登山道がある。この登山道では立山ガイド協会が、2021年を目処に浮き石を取り除くなどして再整備を進めている。
南西には龍王岳に繋がる登山道があるが、龍王岳に行く際は浄土山を通る事が多い。
南東へは東一ノ越を通り、タンボ沢やタンボ平を詰めて黒部ダムに至る登山道がある。このルートは「歩くアルペンルート」という立山黒部アルペンルートと並走する整備歩道の一部である。冬季にもタンボ平で山スキーを楽しむ人がこの登山道を利用する。

## 地形
室堂に程近く立山連峰の尾根上にある為、立山登山の拠点として利用される。
一ノ越の東側にある御山谷は大規模な氷食谷（U字谷・圏谷）であり、広々とした谷底が特徴的である。

## 施設
宿泊施設として一の越山荘が所在する。また、簡易トイレが設置されている。

## アクセス
立山黒部アルペンルートの室堂駅から徒歩1時間弱。
立山町芦峅寺一ノ越は日本郵便から交通困難地の指定を受けているため、地外から当地宛に郵便物を送付することは出来ない。